# کوه سوریباچی
کوه سوریباچی (摺鉢山) کوهی با ارتفاع ۱۶۹ متر در جنوب غربی انتهای جزیره ایوو جیما ژاپن است. این جزیره و کوه آن در شمال غرب اقیانوس آرام قرار گرفته و جزئی از شهرستان اُگاساوارا و کلان‌شهر توکیو به‌شمار می‌آید.
نام این کوه از واژه ژاپنی سوریباچی گرفته شده که به معنی هاون است و شکل هاون‌گونهٔ این کوه دلیل این نام‌گذاری است. از آنجا که گازهای آتشفشانی و بخار از قله این کوه همواره به پایین سرازیر است و از دریا مانند یک چپق روشن دیده می‌شود به این کوه، کوه چپق (パイプ山، پایپو یاما) هم گفته‌اند.
عکس نمادین جو رزنتال از جنگ جهانی دوم، با عنوان برافراشتن پرچم در ایوو جیما در نوک این کوه برداشته شده‌است. این عکس در قله این کوه و در جریان نبرد ایوو جیما در سال ۱۹۴۵ گرفته شده و تفنگداران دریایی ایالات متحده را در حال برافراشتن پرچم آمریکا نشان می‌دهد. یک کشتی آمریکایی مهمات به نام «یواس‌اس سوریباچی» با اشاره به این کوه نام‌گذاری شده‌است.

## زمین‌شناسی
از نظر زمین‌شناسی، این کوه یک مخروط خاکستر از آندزیت است که در اثر فعالیت‌های آتشفشانی به وجود آمده‌است. تصور می‌شود که این کوه دریچه‌ای خاموش به آتشفشانی فعال است (به نام ایو-تو که نام جزیره به‌طور کل هم به حساب می‌آید). از سال ۱۸۸۹ تا ۱۹۵۷، دولت ژاپن ۱۶ فوران آتشفشانی در قله ثبت کرد. یکی از فوران‌ها شصت و پنج دقیقه به طول انجامید و دهانه‌ای به قطر ۳۵ متر و عمق ۱۵ متر در باند یک فرودگاه سابق جنگ جهانی دوم ایجاد کرد. سازمان هواشناسی ژاپن گزارش داد که در ۲ مه ۲۰۱۲، یک فوران کوچک باعث تغییر رنگ آب در شمال شرق جزیره شد و پدید آمدن یک دودخان جدید را تأیید کرد.

## تاریخ
در طول جنگ جهانی دوم، ژاپنی‌ها در کوه سوریباچی و روی آن شبکه‌ای از دالان‌ها و پناهگاه‌های زیرزمینی ساختند. در فوریه ۱۹۴۵، تفنگداران دریایی ایالات متحده به جزیره حمله کردند و نبرد بزرگی آغاز شد. برای ایالات متحده، ایوو جیما یک نقطه راهبردی مهم بین ایالات متحده و سرزمین اصلی ژاپن بود که به عنوان محل فرود بمب‌افکن‌های بی-۲۹ آسیب‌دیده که پس از بمباران ژاپن به جزایر ماریانا بازمی‌گشتند مورد نیاز بود. نبرد ایوو جیما بسیار شدید بود و جان افراد زیادی را گرفت. نزدیک به ۷۰۰۰ آمریکایی و ۲۰۰۰۰ ژاپنی در این نبرد کشته شدند. 

## در فرهنگ عامه
عکس جو رزنتال از خبرگزاری آسوشیتدپرس از برافراشتن پرچم ایالات متحده در بالای کوه ۱۶۹ متری سوریباچی در این جزیره توسط شش تفنگدار دریایی ایالات متحده به تصویری نمادین از نبرد و تلاش‌های جنگی آمریکا در اقیانوس آرام تبدیل شد. بر اساس داستان نبرد ایوو جیما تاکنون فیلم آمریکایی پرچم‌های پدران ما و فیلم ژاپنی نامه‌هایی از ایوو جیما هر دو فیلم با کارگردانی کلینت ایستوود در سال ۲۰۰۶، ساخته شده‌است. این فیلم مواضع هر دو طرف متخاصم را در این درگیری نشان می‌دهد. فیلم شن‌های ایوو جیما محصول ۱۹۴۹ به کارگردانی آلن دوان و با بازی جان وین نیز، یک جوخه از تفنگداراندریایی ایالات متحده را دنبال می‌کند که برای نبرد در ایوو جیما آماده می‌شوند.